# Margareta Drummond
Margareta Drummond, född omkring 1340, död strax efter 31 januari 1375, var genom sitt äktenskap med David II drottning av Skottland 1364–1369.
Hon var dotter till Sir Malcolm Drummond och Margaret Graham. Hon var först gift med Sir John Logie of that Ilk; äktenskapet var barnlöst. Hon inledde sedan ett förhållande med kung David, med vilken hon gifte sig 20 februari 1364. Även detta äktenskap var barnlöst. 20 mars 1369 fick kungen igenom skilsmässa på grund av infertilitet. Drummond reste då till Avignon, där hon framgångsrikt överklagade skilsmässan inför påven. Hon levde fortfarande den 31 januari 1375, men tycks ha dött strax därpå.